# Corleto Monforte
Corleto Monforte – miejscowość i gmina we Włoszech, w regionie Kampania, w prowincji Salerno.
Według danych na rok 2004 gminę zamieszkiwały 742 osoby, 12,8 os./km².